# Našičko Novo Selo
Našičko Novo Selo je mjesto u Osječko-baranjskoj županiji. 

## Upravna organizacija
Upravnom je organizacijom u sastavu općine Đurđenovca.

## Promet
Nalazi se južno od željezničke prometnice Virovitica- Slatina- Našice, nasuprot Đurđenovcu.

## Crkva
U selu se nalazi kapelica Sv. Ane,a koja pripada katoličkoj župi Sv. Josipa u Đurđenovcu i našičkom dekanatu Požeške biskupije. Crkveni god ili kirvaj slavi se 26. srpnja.

## Stanovništvo
| broj stanovnika | 24    | 138   | 109   | 149   | 141   | 133   | 135   | 53    | 232   | 376   | 541   | 471   | 381   | 449   | 376   | 344   | 271   |
|                 | 1857. | 1869. | 1880. | 1890. | 1900. | 1910. | 1921. | 1931. | 1948. | 1953. | 1961. | 1971. | 1981. | 1991. | 2001. | 2011. | 2021. |

Do 1900. iskazivano pod imenom Novo Selo. Do 1931. iskazivano kao dio naselja, a od 1948. kao 
naselje.

## Ostalo
- Dobrovoljno vatrogasno društvo Našičko Novo Selo
- Udruga "Hrvatska žena" Našičko Novo Selo

## Vanjske poveznice
- http://www.djurdjenovac.hr/